# Telesens KSCL
Die Telesens KSCL AG war ein am Neuen Markt gelistetes Unternehmen. Es wurde im Jahre 1995 vom Geschäftsführer Genadi Man in Köln gegründet. Mit Wirkung zum 1. September 2002 wurde das Insolvenzverfahren eröffnet.

## Werdegang des Unternehmens
Im Telekommunikationsmarkt wuchs das Unternehmen sehr schnell und öffnete Niederlassungen in Deutschland, der Schweiz, der Ukraine, Lettland, Japan, Israel, Malaysia und den Niederlanden. Dabei waren auch spektakuläre Firmenzukäufe wie:
- CyberSolutions, München, im Herbst 1998 für 5 Millionen Euro
- Telecrypt, Köln
- Billing Components, München, für 8,6 Millionen Euro
- SBK Software & Systeme GmbH, Kassel, Anfang 2001 für 3 Millionen Euro
- Kingston SCL, Edinburgh, Ende 1999 für 420 Millionen Euro

sowie die Mehrheitsbeteiligung an der Berliner nexnet GmbH.
Auf Basis des erzielten Umsatzes von 28,4 Millionen Euro im ersten Quartal 2001 wurde für das Jahr 2001 eine Umsatzplanung in Höhe von 179 Millionen Euro publiziert.
Die Mitarbeiterzahl war auf über 1.400 weltweit gestiegen.
Nach dem Börsengang (Wertpapierkennnummer 529970) am 20. März 2000, der am Neuen Markt einen Emissionserlös von 219 Millionen Euro (für ca. 28 % des Aktienkapitals) brachte, kletterte der Börsenwert auf 1,6 Milliarden Euro und fiel dann rasch. Zu optimistische Umsatzerwartungen und hohe Abschreibungen auf übernommene Firmenwerte führten zu Verlusten, die auch durch eine Reihe von Schließungen nicht ausreichend ausgeglichen wurden. Dies führte schließlich infolge des Einfrierens der Konten durch die Royal Bank of Scotland zur Eröffnung des Insolvenzverfahrens und bedeutete das Aus für das Unternehmen.
- Juni 2001 Schließung CyberSolutions
- Juni 2001 Schließung SBK
- 1. September 2002 Insolvenz

Größte Einzelaktionäre von Telesens waren der Firmengründer Genadi Man und T-Venture, eine Wagniskapitalgesellschaft der Deutschen Telekom. Auch das Emissionshaus Goldman Sachs hielt relevante Anteile.

## Produkte der Telesens KSCL
Telesens KSCL entwickelte und vertrieb Eigenentwicklungen und Produkte in den Bereichen ATM, Datex-M, IPN, Interconnect und IP-Billing.
- Billforce
- Exabill IP
- IP-VPN2
- Jupiter Control